# O Dia de Inês Negra
O Dia da Inês Negra é da autoria de José Jorge Letria.

## Sinopse
O Dia da Inês Negra, mostra a disputa de duas mulheres pela conquista de Melgaço, uma representa Espanha (A Arrenegada) e a outra representa Portugal (A Inês Negra). Desafiam-se entre elas a um duelo de morte, com o consentimento de D. João I. Inês Negra consegue vencer, e Melgaço é Portugal…

## Elenco
O texto de José Jorge Letria serviu de pretexto, para que anualmente, na primeira quinzena de agosto, se realizar uma reconstituição histórica produzida pela Companhia de Teatro do Noroeste, e dirigida por José Martins, realizada no Castelo de Melgaço ou Torre de Menagem.
Foram vários os actores que ao longo deste anos participaram nesta Ceia Medieval, entre muitos outros: Adérito Lopes, Liliana Barbosa, Joana Miguel, Bruno Mendes, António Neiva, Paula Sá, Paulo Caetano, José Paredes, Francisco Costa, Luis Valente, Porfirio Barbosa, Afonso Castro Guedes, José Escaleira, Carla Magalhães, Filomena Mouta e Maria José Miranda.

## Fonte
- Lendas de Portugal - Viana do Castelo
- CETbase - Teatro em Portugal
- Centro Dramático de Viana - Teatro do Noroeste